# Der Film Deines Lebens
Der Film Deines Lebens ist ein deutscher Spielfilm von Sebastian Goder aus dem Jahr 2011 mit Nähe zur Esoterik. Die Produzenten sind Irene und Thomas Frei-Stadler.
Am Sonntag, 1. Mai 2011 fand im Mathäser in München, während des Cosmic Cine Filmfestival, die Welturaufführung des Films statt. Am 24. Mai 2011 wurde im Kinopolis Main-Taunus dem Film, im Rahmen dieses Festivals, der Cosmic Cine Award (Cosmic Angel) verliehen.

## Handlung
Während eines Komas hat Blank Visionen von einer Wüste. Als er im Krankenhaus aus dem Koma erwacht, muss er feststellen, dass ihm seine Erinnerung abhandengekommen ist. Ohne zu wissen, wer er ist, macht er sich auf die Suche nach sich selbst. Stationsschwester Maria, die seit Jahren ohne Mann ihren Sohn Gaspar alleine aufzieht, wird zur unfreiwilligen Fluchthelferin Blanks aus dem Krankenhaus und Komplizin bei einer abenteuerlichen Suche nach den sieben grundlegenden Spielregeln des Lebens.

## Hintergrund
Blank entdeckt das „Prinzip der Polarität“ als eine der von esoterischen Glaubensrichtungen propagierten „sieben Spielregeln des Lebens“ und beginnt es seinen neuen Freunden näherzubringen. Unglaubliches scheint wahr zu werden. Sogenannte „versteckte innere Programme“, die jahrelang verdrängt wurden, werden angeblich „sichtbar und somit nutzbar“. Dazu wird am Ende der DVD ein entsprechendes Programm geboten, welches käuflich erworben werden kann. Dies erweckt den Anschein, dass der Film nur als Werbeträger für esoterische Verkaufartikel gedacht war.

## Kritik
Der Film wurde aufgrund seiner Nähe zur Esoterik u. a. von Sektenexperten kritisiert. So bietet die Produktionsfirma, die hinter dem Film steht, auch Lebenscoachings an, und laut der Psychologin der Schweizer Fachstelle Infosekta wirke der Film wie ein „Werbefilm für Esoterik“. Weiter kommentiert sie Behauptungen des Films als „wissenschaftliche[n] Unsinn“.
Der Produzent bewirbt im Interview auf der DVD die esoterische Seite Triaspower, wo DVD-Sets zur „Beziehungspflege“ für über 500 € angeboten werden, sowie diverse Seminare für alle Lebenslagen.